# Landemont
Landemont era una comuna francesa situada en el departamento de Maine y Loira, de la región de Países del Loira, que el 15 de diciembre de 2015 pasó a ser una comuna delegada de la comuna nueva de Orée-d'Anjou al fusionarse con las comunas de Bouzillé, Champtoceaux, Drain, La Varenne, Liré, Saint-Christophe-la-Couperie, Saint-Laurent-des-Autels y Saint-Sauveur-de-Landemont.

## Demografía
| Gráfica de evolución demográfica de Landemont entre 1800 y 2013 |
|                                                                 |

Los datos demográficos contemplados en este gráfico de la comuna de Landemont se han cogido de 1800 a 1999 de la página francesa EHESS/Cassini, y los demás datos de la página del INSEE.